# Опенки (Ростовская область)
Опе́нки — посёлок в Пролетарском районе Ростовской области.
Административный центр Опенкинского сельского поселения.

## Население
| 2010 |
| ---- |
| 1694 |

## Улицы
| - ул. Дружбы, - ул. Заречная, - ул. Каштанов, - ул. Кирпичная, - ул. Мира, - ул. Молодёжная, - ул. Московская, - ул. Октябрьская, | - ул. Поселковая, - ул. Раздольная, - ул. Садовая, - ул. Свободная, - ул. Северная, - ул. Тополей, - ул. Центральная, - ул. Школьная. |

## Достопримечательности
В посёлке находится памятник истории Великой Отечественной войны — Мемориальный комплекс на братской могиле с надгробными плитами и монументом с фигурой молодого воина, держащего в руке боевой автомат. На памятнике высечены фамилии 677 погибших воинов.